# 1986 QG1
1986 QG1 är en asteroid i huvudbältet som upptäcktes den 26 augusti 1986 av den belgiske astronomen Henri Debehogne vid La Silla-observatoriet.
Asteroiden har en diameter på ungefär 3 kilometer.